# Промінь (Сватівський район)
Про́мінь —  село в Україні, у Сватівській міській громаді Сватівського району Луганської області. Населення становить 20 осіб. Орган місцевого самоврядування — Коржовська сільська рада.

## Населення

### Мова
Розподіл населення за рідною мовою за даними перепису 2001 року:
| Мова            | Кількість | Відсоток |
| --------------- | --------- | -------- |
| українська      | 18        | 90%      |
| російська       | 1         | 5%       |
| інші/не вказали | 1         | 5%       |
| Усього          | 20        | 100%     |